# Куликов, Александр Семёнович
Александр Семёнович Куликов (21 июля 1946, Москва — 1 апреля 2004, Москва) — советский хоккеист, вратарь. Мастер спорта СССР международного класса. Хоккейный функционер.

## Биография
Воспитанник московского «Локомотива». В сезоне 1964/65 дебютировал в команде 2 группы класса «А» «Авангард» Саратов. В составе клуба, переименованного сначала в «Энергию», а затем в «Кристалл», отыграл 11 лет. В 1974 году вышел в командой в высшую лигу, где провёл 35 матчей. Перед сезоном 195/76 был обменян на Владимира Мышкина в «Крылья Советов». Играл за клуб до сезона 1981/82. Будучи дублёром Александра Сидельникова, провёл в чемпионате 23 матча. Участник гостевого матча против клуба НХЛ «Баффало Сейбрз» (6:12), прошедшего 4 января 1976 года — при счёте 2:5 заменил Сидельникова.
Обладатель Кубка европейских чемпионов (1975). Бронзовый призёр чемпионата СССР (1978). Обладатель Кубка Шпенглера (1979).
Администратор, технический директор «Крыльев Советов» (1985—1998). Технический директор ХК ЦСКА (1999/2000).
Скончался в 2004 году. Похоронен на Троекуровском кладбище Москвы.